# King’s Cup (Fußball) 2003
Der King’s Cup 2003 (thailändisch คิงส์คัพ 2003) war die 34. Austragung eines Fußballwettbewerbs in Thailand. Ausgetragen und organisiert wurde der Wettbewerb vom thailändischen Fußballverband.

## Teilnehmende Mannschaften
| Mannschaft | Nationaler Verband               | Regionaler Verband | Kontinentalverband | FIFA-Weltrangliste |
| ---------- | -------------------------------- | ------------------ | ------------------ | ------------------ |
| Thailand   | Football Association of Thailand | AFF                | AFC                | 54. Platz          |
| Schweden   | Svenska Fotbollförbundet         |                    | UEFA               | 24. Platz          |
| Nordkorea  | DVR Korea Football Association   | EAFF               | AFC                | 127. Platz         |
| Katar      | Qatar Football Association       | WAFF               | AFC                | 63. Platz          |

## Modus
Jede Mannschaft tritt in einer Einfachrunde gegen die anderen teilnehmenden Mannschaften an. Jede Mannschaft bestreitet drei Spiele. Es wird nach der 3-Punkte-Regel gespielt (drei Punkte pro Sieg, ein Punkt pro Unentschieden).

## Austragungsort
Alle Spiele fanden in der Hauptstadt Bangkok im 19.793 Zuschauer fassenden Suphachalasai Stadium statt.

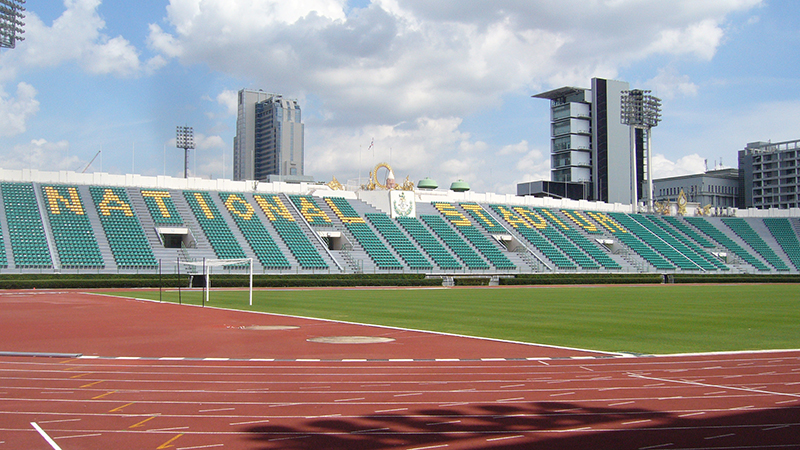
Suphachalasai Stadium

## Tabelle
| Pl. | Verein    | Sp. | S | U | N | Tore    | Diff. | Punkte |
| --- | --------- | --- | - | - | - | ------- | ----- | ------ |
| 1.  | Schweden  | 3   | 2 | 1 | 0 | 008:400 | +4    | 07     |
| 2.  | Nordkorea | 3   | 0 | 3 | 0 | 005:500 | ±0    | 03     |
| 3.  | Katar     | 3   | 0 | 2 | 1 | 005:600 | −1    | 02     |
| 4.  | Thailand  | 3   | 0 | 2 | 1 | 004:700 | −3    | 02     |

## Gruppenspiele
| Datum            |           | Ergebnis |           |
| ---------------- | --------- | -------- | --------- |
| 16. Februar 2003 | Thailand  | 2:2      | Nordkorea |
| 16. Februar 2003 | Katar     | 2:3      | Schweden  |
| 18. Februar 2003 | Thailand  | 1:1      | Katar     |
| 18. Februar 2003 | Schweden  | 1:1      | Nordkorea |
| 20. Februar 2003 | Schweden  | 4:1      | Thailand  |
| 20. Februar 2003 | Nordkorea | 2:2      | Katar     |

## Spiel um Platz 3
| Datum            |          | Ergebnis |       |
| ---------------- | -------- | -------- | ----- |
| 22. Februar 2003 | Thailand | 3:1      | Katar |

| Paarung  | Thailand – Katar                                                                                           |
| Ergebnis | 3:1 (2:0)                                                                                                  |
| Datum    | 22. Februar 2003                                                                                           |
| Stadion  | Suphachalasai Stadium, Bangkok                                                                             |
| Tore     | 1:0 Manit Noywech (24.) 2:0 Manit Noywech (33.) 2:1 Sayed Ali Bechir (57.) 3:1 Pichitphong Choeichiu (76.) |

## Finale
| Paarung  | Schweden – Nordkorea                                                                             |
| Ergebnis | 4:0 (2:0)                                                                                        |
| Datum    | 22. Februar 2003                                                                                 |
| Stadion  | Suphachalasai Stadium, Bangkok                                                                   |
| Tore     | 1:0 Niklas Skoog (3.) 2:0 Tobias Grahn (25.) 3:0 Markus Johannesson (54.) 4:0 Niklas Skoog (74.) |

## Platzierung
| Platz    | Mannschaft |
| -------- | ---------- |
| 1. Platz | Schweden   |
| 2. Platz | Nordkorea  |
| 3. Platz | Thailand   |
| 4. Platz | Katar      |